# Un hivernage dans les glaces
Un hivernage dans les glaces est une nouvelle de jeunesse de Jules Verne, éditée dans le Musée des familles en mars et avril 1855, reprise aux éditions Hetzel en 1874 dans le recueil Le Docteur Ox, avec un texte différent.

## Résumé
Une expédition de secours s'organise et met les voiles vers le nord pour tenter de retrouver des hommes disparus en mer dans des circonstances héroïques. Équipés de manteaux de fourrure et de traîneaux à chiens, les personnages devront, comme le titre de la nouvelle l'indique, passer l'hiver emprisonnés dans les glaces du Groenland.

## Thèmes abordés dans le récit
- La recherche de l’être aimé (en l’occurrence le capitaine Louis Cornbutte) (se rapproche de Mistress Branican et Les Enfants du capitaine Grant).
- La lutte pour la survie dans un milieu extrême (se rapproche des romans Les Aventures du capitaine Hatteras et Le Pays des fourrures).
- La traîtrise (en la personne d’André Vasling) (se rapproche des personnages de Martinez dans Un drame au Mexique et de Shandon dans Les Aventures du capitaine Hatteras).

## Liste des personnages

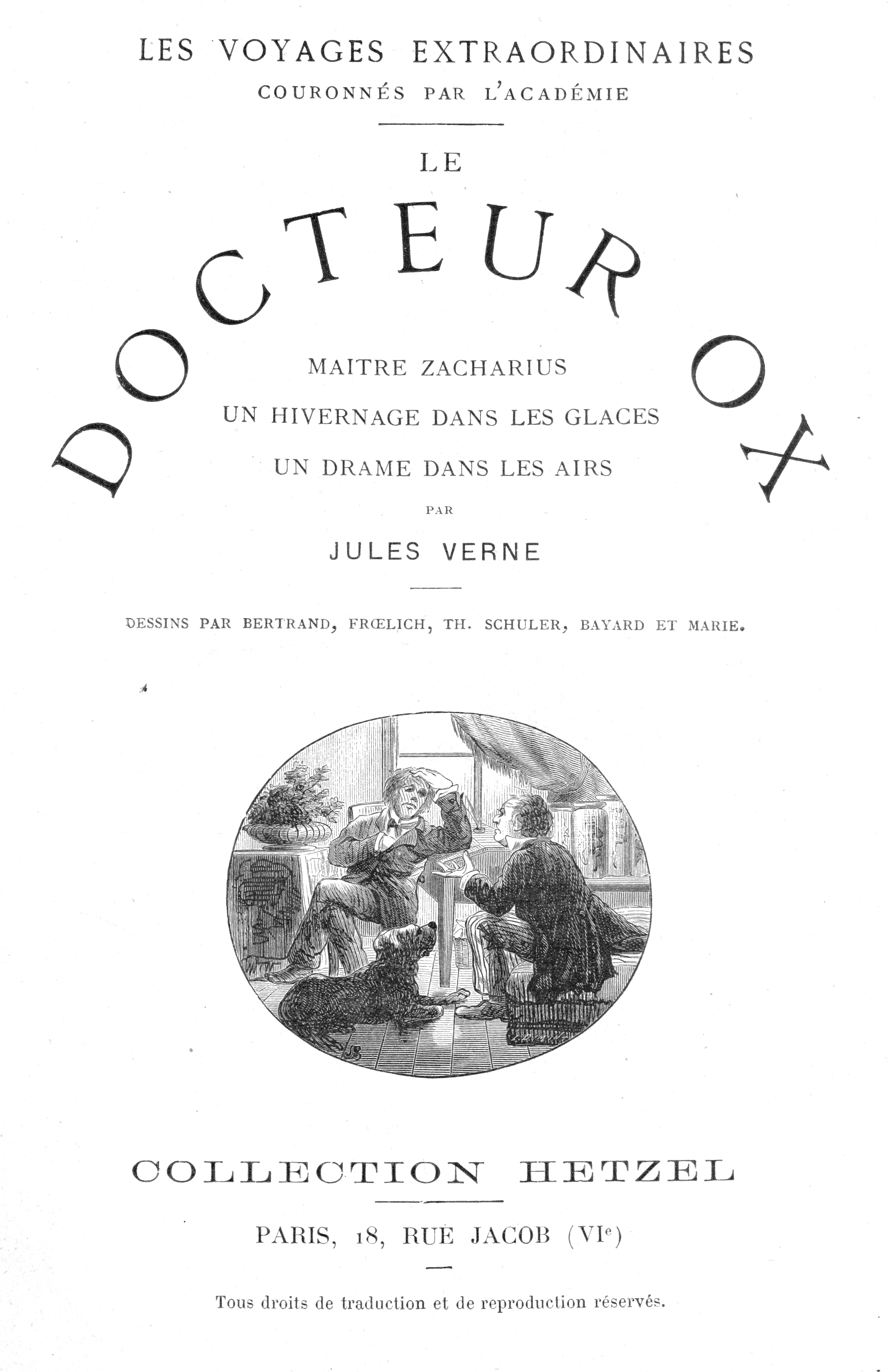
Le Docteur Ox, page de titre, 1874, édition Hetzel.

- Jean Cornbutte (père de Louis Cornbutte, personnage principal)
- Louis Cornbutte (fils de Jean Cornbutte, personnage principal)
- Marie (fiancée de Louis Cornbutte, nièce de Jean Cornbutte)
- André Vasling (secrètement amoureux de Marie)
- Penellan
- Gervique
- Gradlin
- Fidèle Misonne
- Alain Turquiette
- Aupic
- Pierre Nouquet
- Cortrois
- Herming (Norvégien)
- Jocki (Norvégien)
- Le curé

## Éditions
Pour le texte de la version de 1855 :
- Bulletin de la Société Jules-Verne 146 et tiré à part, avec préface d'Olivier Dumas. 2003.
- Édition de Véronique Bartoli-Anglard, Nathan, 2018.  (ISBN 9782091889566)

Pour le texte de la version de 1874
- Texte sur Wikisource